# Nicolette Wessel
Nicolette Jeannine Wessel (Den Haag, 18 oktober 1959) is een voormalige Nederlandse roeister. Ze vertegenwoordigde Nederland bij verschillende grote internationale wedstrijden. Eenmaal nam ze deel aan de Olympische Spelen, maar won hierbij geen medailles.
Haar beste prestatie van haar sportieve loopbaan behaalde ze in 1986 met het winnen van een bronzen plak op het WK roeien in Nottingham. Twee jaar later maakte ze haar olympische debuut bij de Olympische Spelen van 1988 in Seoel op het roeionderdeel dubbel-vier. Hierbij drong ze met haar teamgenoten door tot de finale, waar ze met een tijd van 6.38,70 genoegen moest nemen met een zevende plaats.
In haar actieve tijd was ze aangesloten bij de roeivereniging Rijnland uit Voorschoten. Later werd ze werkzaam als onderwijskundig medewerkster.

## Palmares

### roeien (dubbel-vier)
- 1986:  WK in Nottingham - 6.24,85
- 1987: 6e WK in Kopenhagen - DNF
- 1988: 7e OS in Seoel - 6.38,70